# 張悅 (天順進士)
張悅（1426年—1502年），字時敏，京師松江府華亭縣（今上海市松江縣）人，明朝政治人物、進士出身。

## 生平
天順四年（1460年），登庚辰科進士，授刑部主事，進員外郎。成化年間，出任江西僉事，改督浙江學校。后升四川副使，進按察使。后遭喪服闋，任湖廣按察使。當時太監尚銘負責東廠，張悅不依附，而招致忌恨。尚銘事敗后，召拜為左僉都御史。明孝宗繼位后，升任工部右侍郎，轉為吏部左侍郎。后轉為南京右都御史、改南京吏部尚書。弘治九年，任南京兵部尚書，參贊機務。之後累疏乞休。詔加太子少保，馳傳歸。卒贈太子太保，謚莊簡。